# Anisopleura furcata
Anisopleura furcata е вид водно конче от семейство Euphaeidae. Видът е незастрашен от изчезване.

## Разпространение
Разпространен е в Китай (Гуандун, Гуанси, Гуейджоу, Съчуан и Фудзиен), Мианмар и Тайланд.